# Eduardo Di Tarso
Eduardo Di Tarso é um ator brasileiro, nascido na cidade de Cosmorama, interior de São Paulo.

## Trabalhos na Televisão
- 2007 - Por Toda a Minha Vida - Leonardo[1]
- 2009 - Paraíso - Paraná[2]
- 2011 - Morde & Assopra - Denilson

## Prêmios e Honrarias
- 2011 - Medalha 10 de Outubro -  prêmio dado pela Câmara Municipal de Cosmorama[3].